# Боровка (Псковська область)
Боровка (рос. Боровка) — присілок в Куньїнському районі Псковської області Російської Федерації.
Населення становить 63 особи. Входить до складу муніципального утворення Пухновська волость.

## Історія
Від 2015 року входить до складу муніципального утворення Пухновська волость.

## Населення
| 2001 | 2002 | 2010 |
| ---- | ---- | ---- |
| 118  | ↘101 | ↘63  |